# Холмский, Андрей Иванович
Князь Андрей Иванович Холмский (ум. 1553) — сын боярский, воевода и боярин во времена правления Василия III Ивановича и Ивана IV Васильевича Грозного.
Из княжеского рода Холмские. Единственный сын князя Ивана Ивановича Холмского по прозванию Каша. Троюродным братом князя Андрея Ивановича, был князь Василий Данилович Холмский женатый на сестре Василия III — княжне Феодосии Ивановны.

## Биография

### Служба Василию III
В феврале 1525 года был привлечён по делу Берсеня — Максима Грека. Судя по следственному делу, келейник Максима Грека — Афанасий говорил, что "прихожи были к Максиму Иван Берсень, князь Иван Токмак, Василей Михайлов сын Тучков, Иван Данилов сын Сабурова, князь Андрей Холмской, Юшко Тютин". При этом они "говаривали с Максимом книгами и спирались меж себя о книжном".
В январе 1526 года на бракосочетании великого князя Василия III с Еленою Васильевной Глинской нёс в церковь первое сголовье.
В 1527 году подписался третьим из поручителей по князю Михаилу Львовичу Глинскому, являющейся дядей великой княгини Елены Глинской, будущей матери царя Ивана Грозного.
В декабре 1528 года дворянин в свите великого князя Василия III во время его поездки в Кирилло-Белозерский монастырь.

#### Служба Ивану Грозному
В 1535 году, во время правления Елены Глинской при малолетнем Иване Грозном, пожалован в бояре. В этом же году по "стародубским вестям" сперва в июле, первый воевода войск правой руки, а после второй воевода Большого полка в Брянске.
В 1537 году сперва первый воевода в Костроме "за городом", а потом в том же чине на Плёсе.
В 1540 году послан первым воеводою из Владимира против приходивших к Костроме казанских татар и черемис.
В марте 1545 года в Казанском походе по Волге первый воевода войск левой руки.
В апреле 1549 года второй воевода двенадцатого Сторожевого полка в походе к Полоцку.
В сентябре 1551 года второй воевода четырнадцатого Передового полка в походе к Полоцку.
Умер в 1553 году.

## Семья
От брака с Марией, дочерью боярина и князя Ивана Ивановича Щетины-Оболенского имел детей:
- Князь Холмский Пётр Андреевич (ум. 1576) — воевода и последний представитель мужского поколения княжеского рода Холмские.
- Княжна Ульяна Петровна — в 1577 году сделала вклад по отцу в Троице-Сергиев монастырь, село Колычево Муромского уезда[6].

## Критика
Имеются расхождения по дате смерти:
А.Б. Лобанов-Ростовский в "Русской родословной книге" указывает дату смерти — 1543 год. В.Н. Берх также указывает эту же дату смерти. Вероятно, это описки, так как известны службы князя Андрея Ивановича после указанной даты и он  умер — 1553 год.